# زبان آرامی باستان
زبان آرامی باستان نخستین مرحله زبان آرامی است که در قرن سوم در حدود دوران شاهنشاهی ساسانی جای خود را به زبان آرامی میانه داد.
بخش آرامی باستان بیش از ۱۳ قرن را به خود اختصاص می‌دهد. این دوره زمانی طولانی به این دلیل انتخاب شده‌است که تمامی گونه‌های آرامی که اکنون کاملاً منقرض شده‌اند در آن جای می‌گیرند. دوره آرامی قدیم واضحاً در حدود سال ۵۰۰ قبل از میلاد به پایان می‌رسد، یعنی زمانی که آرامی باستان (زبان آرامی‌ها) جای خود را به آرامی پادشاهی (زبان دولت‌های پادشاهی قدرتمند) می‌دهد. گویش‌های متعدد زبان آرامی قدیم زمانی برجسته می‌شوند که یونانی به عنوان زبان قدرت در منطقه جای آرامی را می‌گیرد.
آرامی باستان به آرامی آرامی‌ها از زمان پیدایش آن تا زمانی که به زبان میانجی رسمی در هلال حاصلخیز تبدیل شد گفته می‌شود. آرامی باستان زبان رسمی و دولتی در دمشق، حمص و ارواد بود.

## آرامی باستان نخستین
نسخ خطی بسیاری دال بر اولین نمونه‌های استفاده از این زبان یافت شده‌است که به قرن ۱۰ قبل از میلاد بازمی‌گردد. این نسخه بیشتر اسناد دیپلماتیک میان دولت شهرهای آرامیان هستند. به‌نظر می‌رسد رسم‌الخط آرامی در این زمان بر اساس فینیقی باشد و در زبان نوشتار وحدت خاصی دیده می‌شود. احتمالاً پس از گذشت زمانی در نواحی شرقی آرام رسم‌الخط کامل‌تری جایگزین شد تا بتواند پاسخگوی نیاز آن زمان باشد.
در فاصله سال‌های ۹۶۷ تا ۹۳۵ (پیش از میلاد)، تیگلات-پیلسر دوم زبان آرامی را تبدیل به زبان میانجی کشور آشور و آن امپراتوری کرد.

## آرامی باستان واپسین
از سال ۷۰۰ پ. م، این زبان در نقاط بسیاری پخش شد، اما یکدستی خود را از دست داد. گویش‌ها مختلفی در بین‌النهرین، بابل، فنیقیه و مصر پدیدار شد. با این حال اکدی بر روی آرامی در آشور تأثیر گذاشت و سپس بابلی بروی کار آمد. همانگونه که در دو پادشاه بخش ۱۸:۲۶ آمده‌است، حزقیا، پادشاه یهود با دیپلمات‌های آشوری به زبان آرامی سخن می‌گوید تا افراد عادی چیزی متوجه نشوند. در حدود سال ۶۰۰ پ. م پادشاه کنعان نامه خود به فرعون پادشاه مصر را به زبان آرامی می‌نویسد.
کلدانی یا «آرامی کلدانی» اصطلاحی عام برای آرامی مورد استفاده در سلسله خالدی بابل بود. این اصطلاح برای اشاره به آرامی مقدس بکار می‌رفت که به روش متاخر نوشته می‌شد. آن را نباید با
زبان مدرن کلدانی «نو آرامی» اشتباه گرفت.

## آرامی سلطنتی

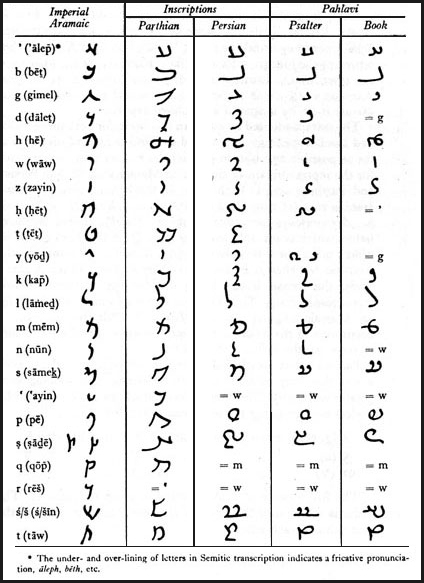
آرامی امپراتوری

نام‌های دیگر: آرامی پادشاهی، آرامی امپراتوری، آرامی هخامنشی، آرامی رسمی، آرامی مقدس.
در حدود سال ۵۰۰ ق.م. بود که داریوش اول آرامی را به عنوان زبان رسمی نیمه غربی امپراطوری پارس متعلق به هخامنشیان انتخاب کرد. همزمان سیستم نوشتاری آرامی که تا آن زمان تنها در ساتراپی بزرگ بابیروش استفاده می‌شد تبدیل به ابزاری برای ارتباطات نوشتاری میان تمام ساتراپی‌ها با زبان‌های گوناگون در کشور پهناور هخامنشی شد. اشراف‌زادگان بابلی هنوز از گویش محلی آرامی شرقی برای اغلب کارهای خود استفاده می‌کردند، اما دستور داریوش پایه‌های زبان آرامی را تقویت کرد و محکم ساخت. زبان آرامی پادشاهی جدید تا حد زیادی استاندارد شده بود. رسم‌الخط آن بیشتر بر پایه ریشه‌های تاریخی بود تا گویش‌های گفتاری. همچنین اثرات اجتناب‌ناپذیر زبان پارسی باستان بر روی این زبان باعث وضوح و انعطاف‌پذیری آن شد. از آرامی پادشاهی گاهی به عنوان آرامی رسمی یا آرامی مقدس یاد می‌شود. قرن‌ها پس از سقوط سلسله هخامنشیان (در سال ۳۳۱ پ. م)، آرامی پادشاهی که داریوش آن را رسمی‌کرد هنوز هم زبان رایج منطقه بود.
از واژه «آرامی هخامنشی» برای توصیف آرامی پادشاهی استفاده می‌شود. اغلب، زمان استفاده از آرامی را، از ابتدای پادشاهی داریوش (از ۵۰۰ ق. م) تا حدود یک قرن پس از سقوط سلسله پادشاهی هخامنشیان در سال ۳۳۱ ق.م. می‌دانند. بسیاری از اسنادی که گویای وجود این‌گونه از آرامی است در مصر و به‌ویژه در الفانتین یافت شده‌اند. مشهورترین این اسناد در این میان کتاب 'Wisdom of Ahiqar' است که دربر گیرنده کلمات قصار و آموزنده می‌باشد و در سبک بیشتر به کتاب مقدس ضرب‌المثل‌ها شباهت داشت. آرامی هخامنشی تا حد زیادی به دیگر گونه‌های آرامی شباهت دارد و یافتن نمونه‌های کتبی آن بسیار سخت است. تنها با بررسی دقیق می‌توان کلمه‌ای قرضی از زبان محلی را در آن یافت.

## آرامی پس از هخامنشیان

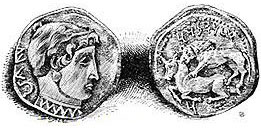
سکه‌ای از اسکندر که با زبان آرامی بر روی آن نوشته شده.

فتوحات اسکندر بزرگ نتوانست به سرعت باعث تخریب یکپارچگی زبان و ادبیات آرامی شود. مشابه همان آرامی که در قرن ۵ قبل از میلاد استفاده می‌شد را می‌توان در اوایل قرن ۲ پیش از میلاد پیدا کرد. سلوکیان از ابتدای سلطنت خود استفاده از یونانی را در محدوده قلمرو خود در سوریه و بین‌النهرین اجباری کردند. در قرن سوم قبل از میلاد بود که در مصر و سوریه آرامی جای خود را به یونانی داد. با این حال زبان آرامی پس از هخامنشیان توانست به رشد خود ادامه دهد و از طریق صحرای سوریه از یهودیه به عربستان و پارت راه پیدا کند. این ادامه استفاده از آرامی پادشاهی نشانه‌ای از احساسات ضد هلنیستی بود.

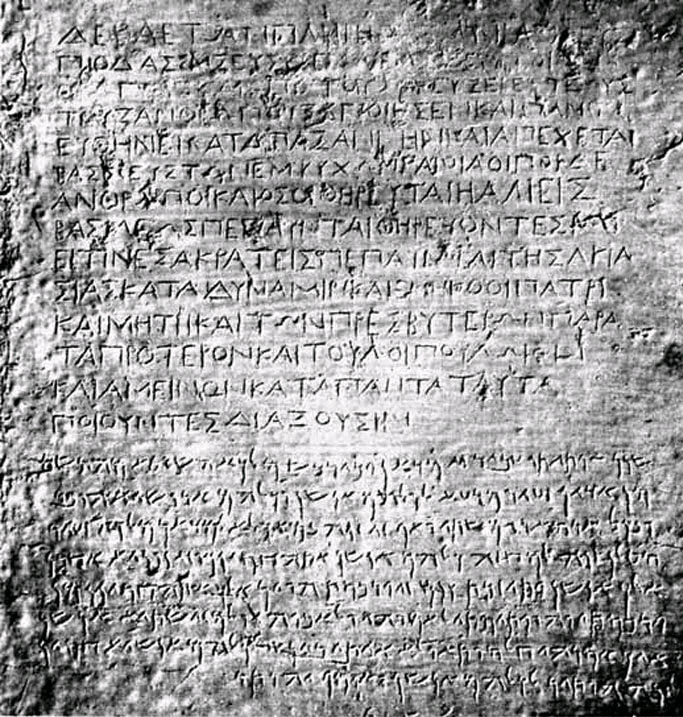
یک کتیبه دوزبانه (یونانی و آرامی) توسط آشوکا پادشاه هند در ۳۰۰ سال قبل از میلاد.

آرامی مقدس زبان آرامی است که در چهار بخش مجزای کتب مقدس عبری یافت می‌شود:
- کتاب ازرا|ازرا ۴:۸ تا ۶:۱۸ و ۷:۱۲ تا ۲۶--- اسنادی از دوره هخامنشی (قرن ۵ قبل از مسیح) در ارتباط با بازسازی معبد در اورشلیم.
- کتاب دانیال|دانیال b۲:۴ تا ۷:۲۸--- پنج داستان ضدحکومت و تصویری مصیبت‌بار.
- کتاب جرمیا|جرمیا ۱۰:۱۱--- یک جمله در یک متن عبری در انتقاد از بت‌پرستی
- پیدایش ۳۱:۴۷--- ترجمهِ اسم محلی در عبری

آرامی مقدس یک لهجه دورگه است. بعضی متون به زبان آرامی مقدس احتمالاً پیش از سقوط سلسله هخامنشیان در بابل و سرزمین یهود به‌ وجود آمده‌اند. در زمان سلوکیان، تبلیغات معترضانه یهودی باعث به‌ وجود آمدن کتاب دانیال به زبان آرامی شد. این داستان‌ها احتمالاً در ابتدا به صورت شفاهی بوده‌اند. این قضیه ممکن است یکی از دلایل وجود مجموعه‌های گوناگونی از دانیال در یونانی Septuagint و متن ماسوری باشد که نشان‌دهنده آرامی متأثر از زبان عبری|عبری است.
زبان آرامی هاسمونیان در زیر مجموعه بعد از دوره هخامنشیان قرار دارد که در واقع زبان رسمی هاسمونیان یهود (۳۷–۱۴۲ پ. م) است. این زبان بر زبان آرامی مقدس متون قمران تأثیر گذاشت و زبان اصلی متون دینی، غیر از کتاب مقدس، بود. ترجمه‌های کتب مقدس عبری به آرامی، تارگوم، در ابتدا به زبان هاسمونیان بود. هاسمونیان همچنین در گفتارهای میشنا و توسفتا نیز آمده‌است، با این وجود با توجه به شرایط و متن تغییراتی داشته‌است. نوشتار این زبان با نوشتار زبان آرامی هخامنشی تفاوت بسیاری دارد، در این نوشتار به جای استفاده از صورت‌های ریشه شناختی کلمات تأکید برنوشتن کلمات به همان صورتی است که تلفظ می‌شوند.
تارگوم بابلی در واقع لهجهِ بعدی پس از دوره هخامنشیان است که در تارگوم‌های رسمی، تارگوم انکلوس|تارگوم انکلوس و تارگوم جناتان یافت می‌شود. تارگوم هاسمونی اولیه حدوداً در قرن دوم یا قرن سوم به بابل راه یافت. سپس آن‌ها با توجه به لهجهِ بابلی زمان تغییر یافتند و زبان تارگوم‌های استاندارد به‌ وجود آمد. این ترکیب در واقع اساس ادبیات بابلی یهود را به‌ وجود آورد.

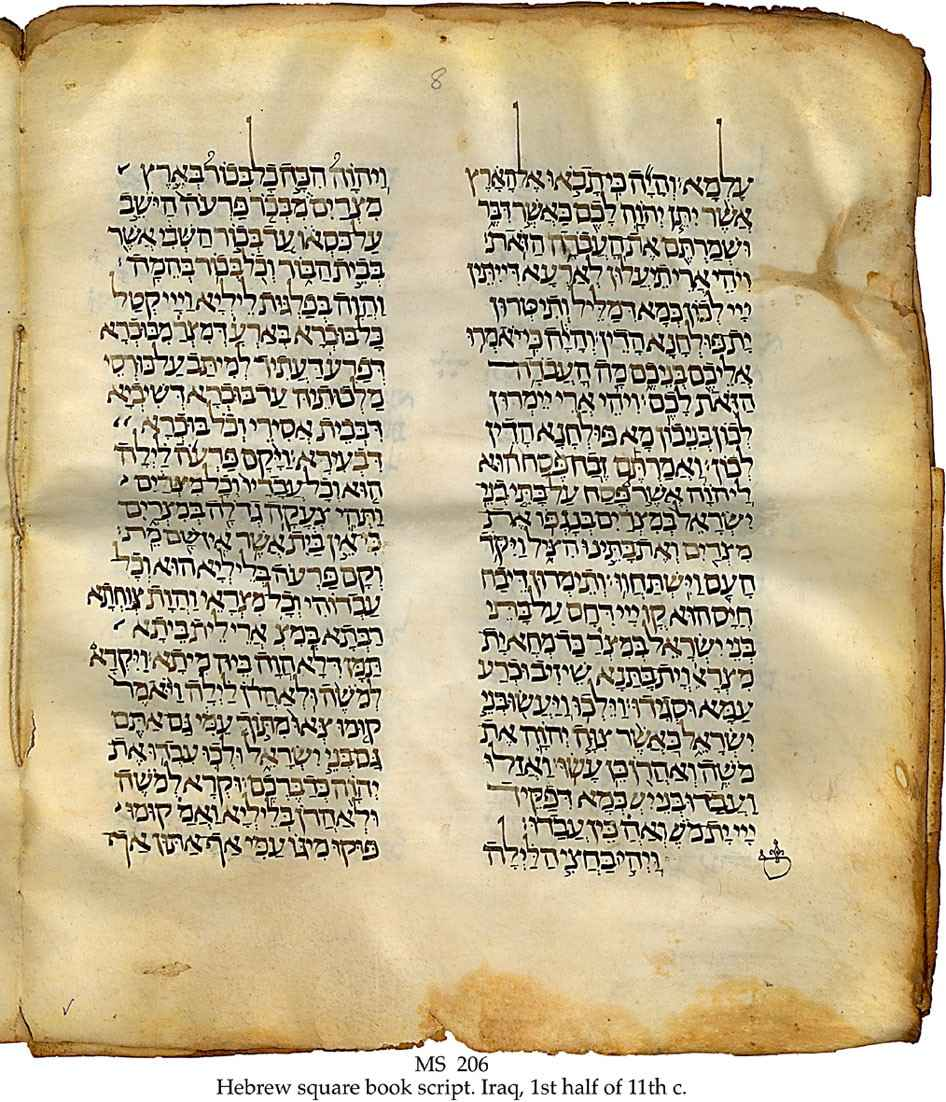
ترجمه آرامی تورات در قرن ۱۱ میلادی.

تارگومی گالیلی(Galilean Targumic) مشابه تارگم بابلی است؛ و در واقع ترکیبی از هاسمونی ادبی با لهجهِ گالیلی است. تارگوم هاسمونی در قرن دوم میلادی به گالیلی راه پیدا کرد و برای استفاده محلی متناسب با لهجهِ گالیلی شد و مطابق آن تغییر یافت. کارهای تارگوم گالیلی هیچ‌گاه به عنوان یک کار معتبر در نظر گرفته نشده‌اند و اسناد نشان می‌دهند که هرگاه که لازم بوده در متن آن اصلاحاتی ایجاد شده‌است. از قرن یازدهم به بعد، زمانی که تارگوم بابلی قانونمند شد، نسخهِ گالیلی بسیار از آن تأثیر گرفت.
از قرن سوم میلادی به بعد لهجهِ آرامی بابلی مورد استفاده بوده‌است. این گویش در واقع گویش اسناد خصوصی بابلی بوده‌است و از قرن دوازدهم|قرن دوازده گویش یا لهجهِ تمامی اسناد خصوصی یهودی در آرامی بوده‌است. این گویش در واقع با اندک تغییراتی بر پایهِ هاسمونی استوار است. این شاید به این دلیل بوده‌است که بسیاری از اسناد در BDA اسناد حقوقی هستند و بنابراین زبان آن‌ها باید برای تمامی جامعه یهود ملموس باشد و هاسمونی در واقع استاندارد قدیمی‌ای بود که مطلوب بود.
آرامی نَبَطی در واقع زبان پادشاهی عرب پترا است. این پادشاهی ساحل شرقی رودخانه اردن، شبه‌جزیره سینا و شمال سرزمین عرب را شامل می‌شود. شاید به دلیل اهمیت بازرگانی کاروانی بود که نَبَطی‌ها استفاده از آرامی را به عربی شمالی قدیمی ترجیح دادند. این گویش بر پایهِ زبان هخامنشی با اندک تأثیر از عربی استوار است. 'l' اغلب به 'n' تغییر پیدا می‌کند و برخی کلمات نیز از زبان قرض گرفته شده‌اند. بعضی نسخه‌های خطی آرامی نَبَطی از اوایل این پادشاهی موجود است، اما اغلب آن‌ها مربوط به چهار قرن اول میلادی هستند. نوشتار این زبان با استفاده از الفبای شکسته‌است که در واقع مقدمه و سرآغاز الفبای عربی می‌باشد. شمار وام‌واژه‌ها از زبان عربی در طول سده‌ها افزایش یافته، تا زمانی‌که در قرن چهارم|قرن چهار نَبَطی در زبان عربی ادغام شد.
آرامی پالمیرین در واقع گویشی از زبان آرامی است که در شهر پالمیرا در بیابان سوریه از سال۴۴ قبل از میلاد تا ۲۷۴ بعد از میلاد مورد استفاده بوده‌است. نوشتار این زبان با استفاده از الفبای گرد بود که بعدها به استرانگلا ی شکسته تغییر یافت. همانند نَبَطی، زبان پالمیری نیز متأثر از عربی بود، اما این تأثیر در مورد زبان پالمیری کمتر بود.
آرامی آرساکید زبان رسمی امپراتوری امپراتوری پارتی‌ها (۲۴۷ BCE–224 CE) بود؛ و بیش از سایر لهجه‌های پس از هخامنشی رسوم داریوش اول را دارا بود. با این وجود در طول زمان، این گویش از زبان آرامی گفتاری معاصر، گرجی و فارسی تأثیر گرفت. پس از تصرف پارتیان توسط ساسانی‌های فارس زبان، آرساکید تأثیر بسیاری بر زبان رسمی جدید گذاشت.

## زبان آرامی شرقی قدیم

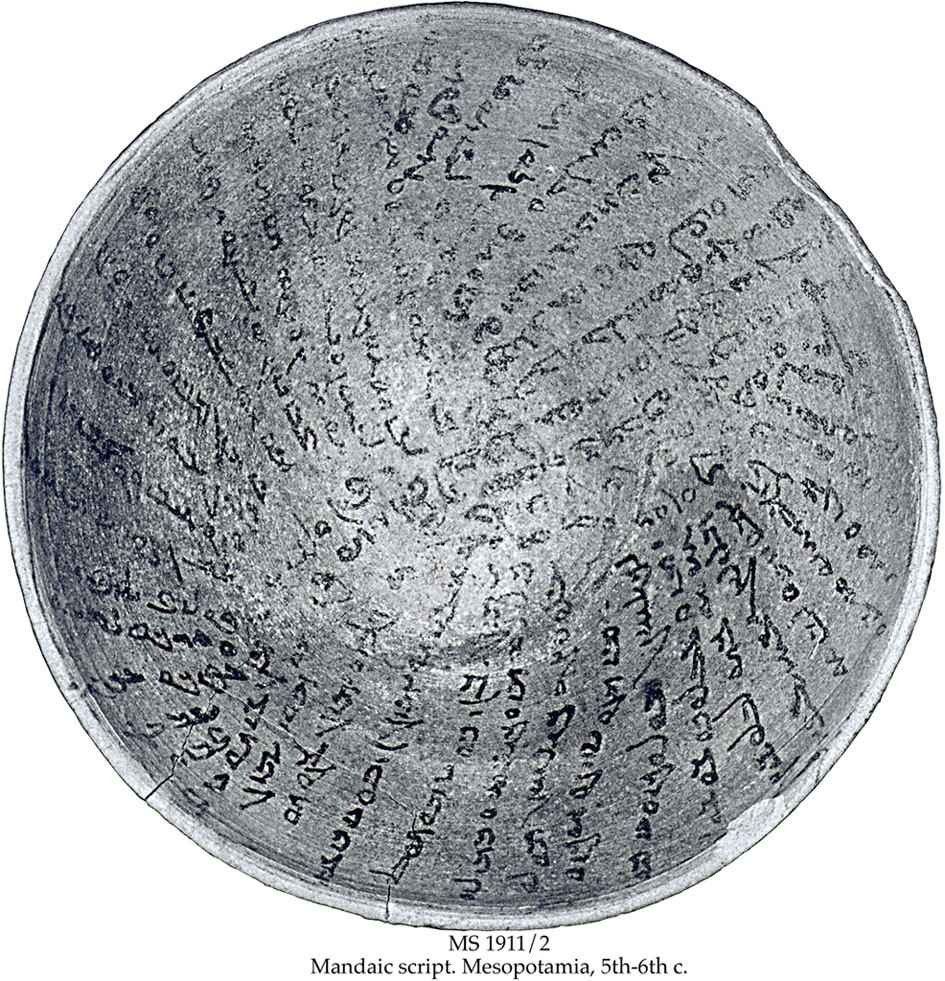
دام جادویی برای ارواح

گویش‌های ذکر شده در بخش آخر همگی از خانواده آرامی پادشاهی زمان هخامنشیان هستند. با این حال گویش‌های مختلف منطقه‌ای آرامی باستان واپسین در کنار دیگر زبان‌ها به حیات خود به عنوان زبان‌های ساده و گفتاری ادامه دادند. شواهد اولیه حیات این گویش‌ها را تنها می‌توان از طریق تأثیری که بر روی کلمات و اسامی گویش‌های استاندارد داشتند، دریافت. اما در قرن دوم پیش از میلاد|قرن BCE۲ بود که این گویش‌ها به زبان‌های نگارشی تبدیل شدند. این گویش‌ها همگی نشاندهنده گونه‌ای از زبان آرامی هستند که هیچ گونه وابستگی به آرامی پادشاهی نداشته و تمایزی آشکار را میان مناطق بین‌النهرین، بابل و شرق، سرزمین یهود، سوریه و غرب نشان می‌دهد.
در شرق گویش‌های آرامی پالمیرایی و آرامی آرساکید در زبان‌های منطقه‌ای ادغام شدند و زبان‌هایی را به‌ وجود آوردند که ریشه در آرامی پادشاهی و آرامی منطقه‌ای داشتند. سال‌ها بعد آرساکید به زبان نیایش در مذهب مندایی، زبان مندایی| تبدیل شد. هنوز هم گویش وران این زبان در مناطقی از عراق و در خوزستان (ایران) زندگی و به این گویش تکلم می‌کنند.
در قلمرو حکومت اسرون به مرکزیت ادسا، بین‌النهرین|ادسا که در سال BCE۱۳۲ بنیان‌گذاری شد، گویش محلی زبان سوری|سوری قدیم به عنوان زبان رسمی برگزیده شد. در قسمت‌های بالایی منطقه دجله، در شرق مدیترانه بود که زبان آرامی رشد کرد که شواهد آن در هاترا، آشور و طور عبدین موجود است. تاتیان، نویسنده کتاب تعالیم دیاتسارون از سرزمین آشور آمده‌است و احتمالاً اثر خود (در سال (۱۷۲ بعد از میلاد را در شرق بین‌النهرین نوشته‌است، نه در سوریه یا یونان. در بابل، گویش منطقه‌ای بابلی قدیم c. 70 CE)) در جوامع یهودی استفاده می‌شد. این زبان به سرعت تحت تأثیر آرامی بابلی و تارگومی بابلی قرار گرفت.

## زبان آرامی غربی قدیم
گویش‌های آرامی منطقه‌ای در غرب هم همان سرگذشتی را داشتند که برای این گویش‌ها در شرق رخ داد. آن‌ها را به راحتی می‌توان از گویش‌های شرقی و آرامی پادشاهی تشخیص داد. در این مناطق، آرامی در کنار گویش‌های کنعانی استفاده می‌شد و پس از چندی در قرن یکم پیش از میلاد جای فینیقی را گرفت. آرامی همچنین جای زبان زبان عبری را نیز به عنوان زبان گفتار در اوایل قرن چهارم پیش از میلاد گرفت.
بیشترین شواهد و مدارک از زبان آرامی غربی قدیم بر جای مانده‌است که در جوامع یهودی استفاده می‌شد و از آن با عنوان فلسطینی قدیمی یهودی یاد می‌شد؛ کهن‌ترین نمونه آن زبان اردنی شرقی قدیمی است که احتمالاً از منطقه کاسارا فیلیپی آمده‌است. این گویش در قدیمی‌ترین نسخه خطی اناچ (حدود ۱۷۰ پیش از میلاد) استفاده شده‌است. فاز بعدی مشخص در زبان در قرن دوم میلادی است و یهودی قدیم نام دارد. نمونه‌های آن را می‌توان در نسخه‌های خطی و نامه‌های شخصی، نقل قول‌های موجود در تلمود و رسیدهای قمران جستجو کرد. کتاب «جنگ یهود» نوشته جزفیوس اول که اکنون دیگر، نیز به زبان یهودی قدیم بوده‌است.
گروه‌های کافری که در سدهٔ یکم میلادی در شرق اردن زندگی می‌کردند نیز به گویش اردنی شرقی قدیم سخن می‌گفتند. این گویش‌ها بعدها گویش فلسطینی کافر قدیم نام گرفت؛ و رسم‌الخط آن هم به صورت شکسته بود و به سورس قدیم شباهت داشت. گویش فلسطینی مسیحی قدیم ممکن است از همان گویش کافری به‌ وجود آمده باشد. این گویش احتمالاً در پس برخی از گرایش‌های آرامی شرقی بوده‌است که در تعالیم سوری قدیم شرقی دیده شده‌است (رجوع شود به پشیتا).

## زبان‌ها در زمان عیسی
در زمان حیات عیسی، در قرن اول پس از میلاد مسیح از دوران اسرائیل در دوره رومی، باور و تصور بر این است که یهودیان به زبان عبری# عبری کلاسیک| عبری و آرامی صحبت می‌کرده‌اند. علاوه بر آن، یونانی کوینی زبان بین‌المللی مورد استفاده رومی‌ها در زمینه حکومت و تجارت بود و برای کسانی که حوزه نفوذ شهری داشتند، مفهوم و قابل درک بود. در ارتش روم به زبان لاتین صحبت می‌شد، اما تقریباً هیچ تأثیری بر دورنمای زبانی آن نداشت.
علاوه بر گویش‌های رسمی و ادبی آرامی بر اساس هاسمونی‌ها و بابلی‌ها شماری از گویش‌های آرامی گفتاری نیز وجود دارد. هفت گویش آرامی# اواخر آرامی غربی باستان | آرامی غربی در اطراف سرزمین اسرائیل در زمان عیسی رواج داشت. این گویش‌ها هر چند مشخص و متمایز از یکدیگر بودند، اما گویشوران هر یک از آن‌ها می‌توانستند گویش‌های دیگر را نیز بفهمند. یهودایی باستان گویش غالب اورشلیم و یهودیه بود. در منطقه این گدی| اینگدی گویش جنوب شرقی یهودیه رواج داشت. سامرا نیز گویش سامری- آرامی خاص خود را داشت، که در آن حروف صامت
'he (letter)|he', 'الگو:Semxlit' 'ayin|‘ayin'
به صورت 'aleph (letter)|aleph' تلفظ می‌شدند. آرامی جلیله، گویش موطن عیسی، را تنها از نام چند مکان، تأثیرات آن بر جلیله تراگومیک، تعدادی اثر ادبی خاخامی و تعدادی اندک از نامه‌های شخصی می‌توان باز شناخت. علی الظاهر، این گویش چند ویژگی خاص و متمایزکننده نیز داشته‌است: واکه‌های مرکب هیچ‌گاه به واکه‌های ساده تبدیل نمی‌شوند. در شرق اردن، گویش‌های مختلف اردنی شرقی صحبت می‌شد. آرامی دمشقی (که غالباً از آرامی مدرن غربی منتج شده‌است)، در منطقه دمشق و رشته کوه‌های آنتی- لبنان مورد استفاده قرار می‌گرفت. سرانجام، تا امتداد شمال آلیپو، گویش غربی آرامی اورنتس رواج داشت.
این سه زبان، علی‌الخصوص عبری و آرامی بر یکدیگر تأثیراتی گذاشتند. واژگان عبری وارد آرامی یهودی شدند (البته اغلب این واژگان، واژگان تخصصی مذهبی بودند، اما تعدادی از کلمات محاوره‌ای از قبیل( 'wood' (به معنای چوب) نیز از زبان عبری به زبان آرامی یهودی وارد شدند. عکس این ماجرا نیز اتفاق افتاد و واژگان آرامی نیز وارد زبان عبری شدند (تأثیر زبان آرامی تنها به وارد شدن واژگانی چون māmmôn 'wealth' (ثروت) به زبان عبری محدود نمی‌شد، بلکه نحوه استفاده واژگان به زبان آرامی نیز در زبان عبری رایج شد. من‌باب مثال، rā’ûi، 'دیده شده'، به معنای 'ارزشمند' در مفهوم 'ظاهراً'، یک نوع گرته برداری از الگو:Semxlit زبان آرامی می‌باشد که دارای معنای ' دیده شده' و 'ارزشمند' است.
یونانی عهد جدید اغلب واژه‌های غیر یونانی «سامی»، از جمله حرف نگاری‌های واژگان زبان سامی را حفظ کرده‌است:
- برخی از واژه‌های این زبان آرامی هستند؛ مثلtalitha (ταλιθα).
- دیگر واژگان می‌تواند عبری یا آرامی می‌باشد، از قبیل Rabbounei (Ραββουνει)، که در هر دو زبان به معنای 'آموزگار /بزرگ/ استاد من' است. (انجیل یوحنا ۲۰:۱۶).
- فیلم «مصایب مسیح» محصول سال ۲۰۰۴ به خاطر استفاده چشمگیرش از دیالوگ زیاد به زبان آرامی معروف است، به ویژه آنکه یک معلم یکه و تنها به نام ویلیام فالکو آن را تغییر اساسی داده‌است. مع‌هذا، این زبان از نظر گویشوران معاصر آرامی، متکلف، تصنعی و نامأنوس می‌نماید.